# Universidade de Klaipėda
A Universidade de Klaipėda (lituano: Klaipėdos universitetas), é a  maior universidade da Lituânia. Foi inaugurada no ano de 1991, e há cerca de nove mil alunos.

## Visão geral
A universidade foi formalmente fundada em 1 de janeiro de 1991, por um decreto do Seimas (Parlamento da Lituânia). A nova universidade incorporou instituições existentes de ensino superior na cidade. No seu início, compreendeu 3.000 alunos e três faculdades (humanidades e ciências naturais, engenharia marítima e pedagogia).
 Desde então, cresceu para sete faculdades e oito institutos: faculdades de Ciências Naturais e Matemática, Humanidades, Engenharia Marítima, Arte, Pedagogia, Ciências Sociais e Ciências da Saúde; Instituto Marítimo, Instituto Marinho, Instituto de Estudos Contínuos, Instituto de Pesquisa e Planejamento Costeiro, Instituto de História e Arqueologia da Região do Mar Báltico, Instituto de Política Regional e Planejamento, Instituto de Mecatrônica e Instituto de Musicologia. Com 9,700 alunos e 600 pessoas em equipe educacional (em 2006), a Universidade oferece 67 licenciaturas (4), 4 profissionais especializados, 48 pós-graduação (3º) e 3 cursos de pós-graduação (doutorado).[carece de fontes?]

## Estruturas históricas do campus universitário

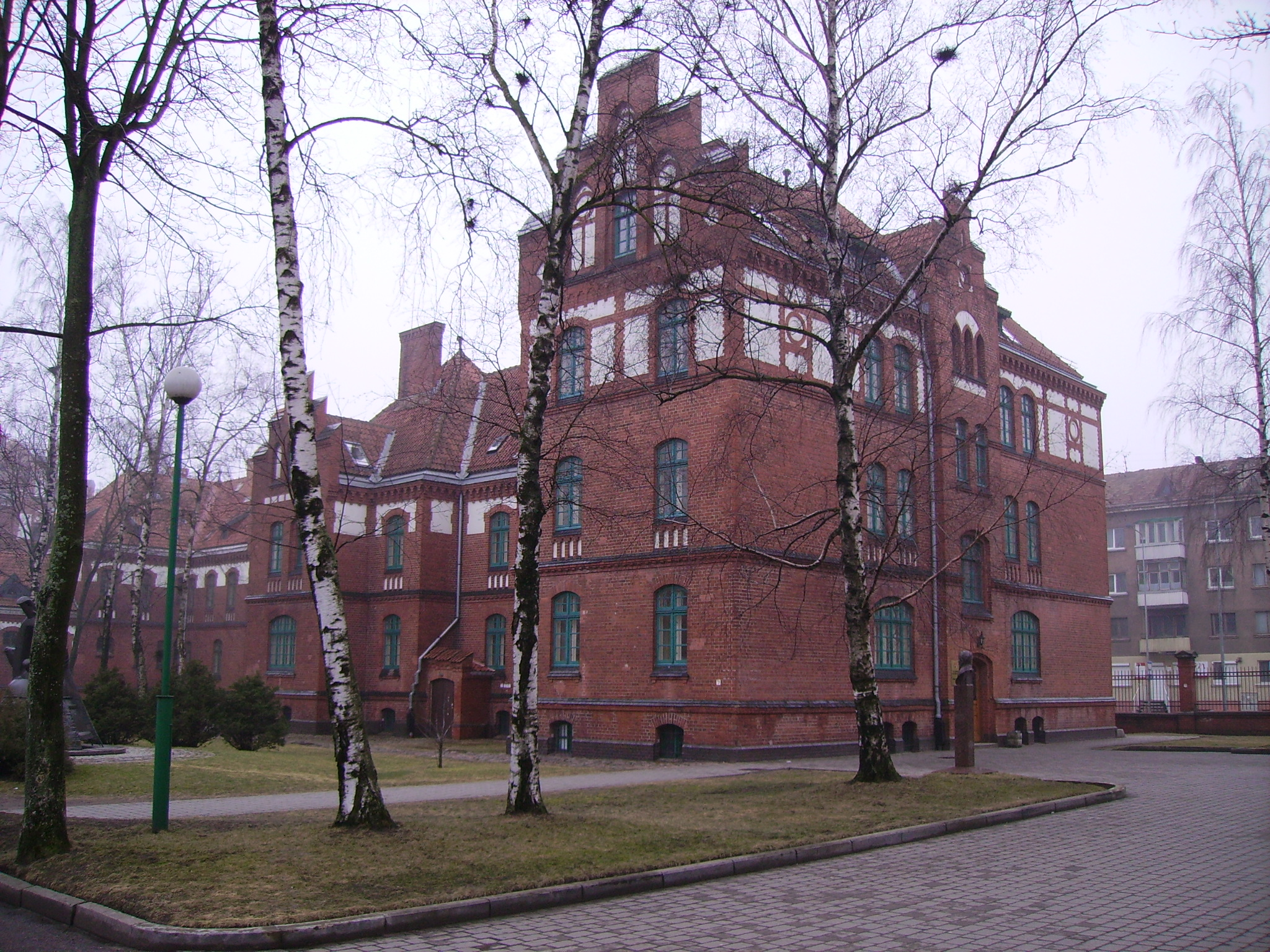
Edifícios históricos no campus da Universidade Klaipėda

A Universidade Klaipėda ocupa um antigo campus militar. O território de 23,6 hectares (58 acres) contém seis edifícios neogóticos que foram declarados monumentos arquitetônicos. Na primeira metade do século XX, esses edifícios de tijolos vermelhos de quatro andares, erguidos pelos alemães em 1904-1907, compreendiam dois blocos residenciais para militares, uma capela-cantina-clube, sede e uma casa de guarda, um bloco residencial para oficiais e um armazém para uniformes. Durante o século XX, foi uma base para, sucessivamente, as tropas alemã, francesa, lituana e soviética.[carece de fontes?]

## Cooperação internacional
A Universidade Klaipėda estabeleceu o Escritório de Relações Internacionais em 1992. Uma ajuda para implementar a política da universidade em relação às suas ligações com instituições estrangeiras de ensino superior.